# Ublik Wielki
Ublik Wielki – jezioro położone w województwie warmińsko-mazurskim, w powiecie piskim, w gminie Orzysz
Znajduje się w odległości 9 km na północ od Orzysza. Od jeziora Ublik Mały oddziela je nasyp kolejowy, który przecina przepust zwany tunelem, wcześniej było to jedno jezioro. Z jeziorem Buwełno połączone jest kanałem. Powierzchnia jeziora wynosi 193,5 ha, maksymalna głębokość 32 m, długość 4 km, szerokość 150 – 900 m. Linia brzegowa jeziora rozwinięta, w większości brzegi bezleśne, miejscami niskie i podmokłe. We wschodniej części jeziora są trzy duże zatoki.
Z jeziora prowadzi szlak kajakowy w kierunku jeziora Buwełno i dalej jeziora Niegocin.
Nad jeziorem zlokalizowana jest wieś Ublik.